# لبلونة
لبلونة أو أفلونَس (باليونانية: Αυλώνας)‏) هي قرية وبلدية سابقة في مِسينِية في جزر بِلوبُنيز في اليونان. بلغ مساحة الوحدة البلدية 112.898 كم 2 .  عدد السكان 1922 (2011).